# ICD-9のコード一覧
以下は、疾病及び関連保健問題の国際統計分類におけるコードの一覧の一覧である。
- ICD9 コード一覧001–139:感染症および寄生虫症（英語版）
- ICD9 コード一覧140–239:新生物（英語版）
- ICD9 コード一覧240–279:内分泌、栄養および代謝疾患ならびに免疫障害（英語版）
- ICD9 コード一覧280–289:血液および造血器の疾患（英語版）
- ICD9 コード一覧290–319:精神障害（英語版）
- ICD9 コード一覧320–359:神経系の疾患（英語版）
- ICD9 コード一覧360–389:感覚器の疾患（英語版）
- ICD9 コード一覧390–459:循環系の疾患（英語版）
- ICD9 コード一覧460–519:呼吸系の疾患（英語版）
- ICD9 コード一覧520–579:消化系の疾患（英語版）
- ICD9 コード一覧580–629:泌尿生殖系疾患（英語版）
- ICD9 コード一覧630–679:妊娠、分娩および産褥の合併症（英語版）
- ICD9 コード一覧680–709:皮膚および皮下組織の疾患（英語版）
- ICD9 コード一覧710–739:筋骨格系および結合組織の疾患（英語版）
- ICD9 コード一覧740–759:先天異常（英語版）
- ICD9 コード一覧760–779:周産期に発生した主要病態（英語版）
- ICD9 コード一覧780–799:病状、徴候および診断名不明確の状態（英語版）
- ICD9 コード一覧800–999:損傷および中毒（英語版）
- ICD9 コード一覧EおよびVコード:損傷の外因の補助分類（英語版）